# Dieselman
 Dieselman  is het negentiende album uit de Belgische stripreeks De avonturen van Urbanus en verscheen in 1988. Het werd getekend door Willy Linthout en bedacht door Urbanus zelf en Linthout.

## Verhaal
Omdat de Tollembeekse gevangenis overvol zit, besluit men de gedetineerden onder te brengen in Tollembeekse huisgezinnen. Al snel worden de criminelen de baas in Tollembeek en vervalt het hele dorp in chaos. Dan krijgt Urbanus een speciaal pak waarmee hij kan vliegen, en zo slaagt hij erin alle misdadigers te vangen en op te sluiten.

## Culturele verwijzingen
- "Dieselman" is natuurlijk een woordspeling op Superman en de termen "diesel" en "super" in tankstations.